# سیاست در استرالیا
سیاست در استرالیا در قالب نظام حکومتی دموکراسی پارلمانی، نظام وست‌مینستر، لیبرال دموکراسی و پادشاهی مشروطه جای می‌گیرد. قانون اساسی استرالیا که در سال ۱۹۰۱ (میلادی) اجرایی شد یکی از کهن‌ترین قانون‌های اساسی در جهان است. استرالیا یکی از شش دموکراسی قدیمی و پایدار است. تشکیل دولت در استرالیا بیشتر بر پایه نظام دوحزبی و رأی‌دهی در این کشور اجباری و مخفی است. واحد اطلاعات اکونومیست در سال ۲۰۱۹ (میلادی) استرالیا را کشوری با دموکراسی کامل رده‌بندی کرد. استرالیا به صورت فدرالیسم اداره می‌شود و قدرت در آن بین دولت فدرال و ایالت‌ها و قلمروهای استرالیا تقسیم شده است.
دولت فدرال استرالیا به سه شاخه تقسیم می‌شود:
- قوه مقننه: این قوه در بند ۱ قانون اساسی استرالیا به صورت دو مجلسی (مجلس نمایندگان استرالیا و مجلس سنای استرالیا) به همراه پادشاهی (با نمایندگی فرماندار کل استرالیا) تعریف شده است.
- قوه مجریه: شورای اجرایی فدرال که در عمل به تصمیم‌های کابینه استرالیا صورت قانونی می‌دهد. کابینه استرالیا نخست‌وزیر استرالیا و وزرای دولتی که به فرماندار کل استرالیا مشاوره می‌دهند را در بر می‌گیرد.[۳]
- قوه قضاییه: دادگاه عالی استرالیا و دیگر دادگاه‌های استرالیا که قضات آنرا فرماندار کل استرالیا به پیشنهاد شورای اجرایی استرالیا منصوب می‌کند.

نظام حکومتی استرالیا دموکراسی پارلمانی است که ترکیبی از سنت‌های سیاسی در بریتانیا (تفکیک قوا، پادشاهی مشروطه) و آمریکای شمالی (فدرالیسم، قانون اساسی مکتوب، نظام دومجلسی قدرتمند) با ویژگی‌های محلی استرالیا است. بنابه این ویژگی خاص به نظام حکومتی استرالیا "Washminster mutation" می‌گویند.

ایالت‌ها و قلمروهای استرالیا

## پادشاهی مشروطه
نظام حکومتی استرالیا دموکراسی پارلمانی و پادشاهی مشروطه است که ترکیبی از سنت‌های سیاسی در بریتانیا و آمریکایی شمالی با ویژگی‌های محلی استرالیا است. رهبر کشور، نخست‌وزیر استرالیا است. اگرچه رئیس کشور استرالیا پادشاه استرالیا است. اما اختیارات و حوزه قدرت او توسط قانونی اساسی محدود شده است.

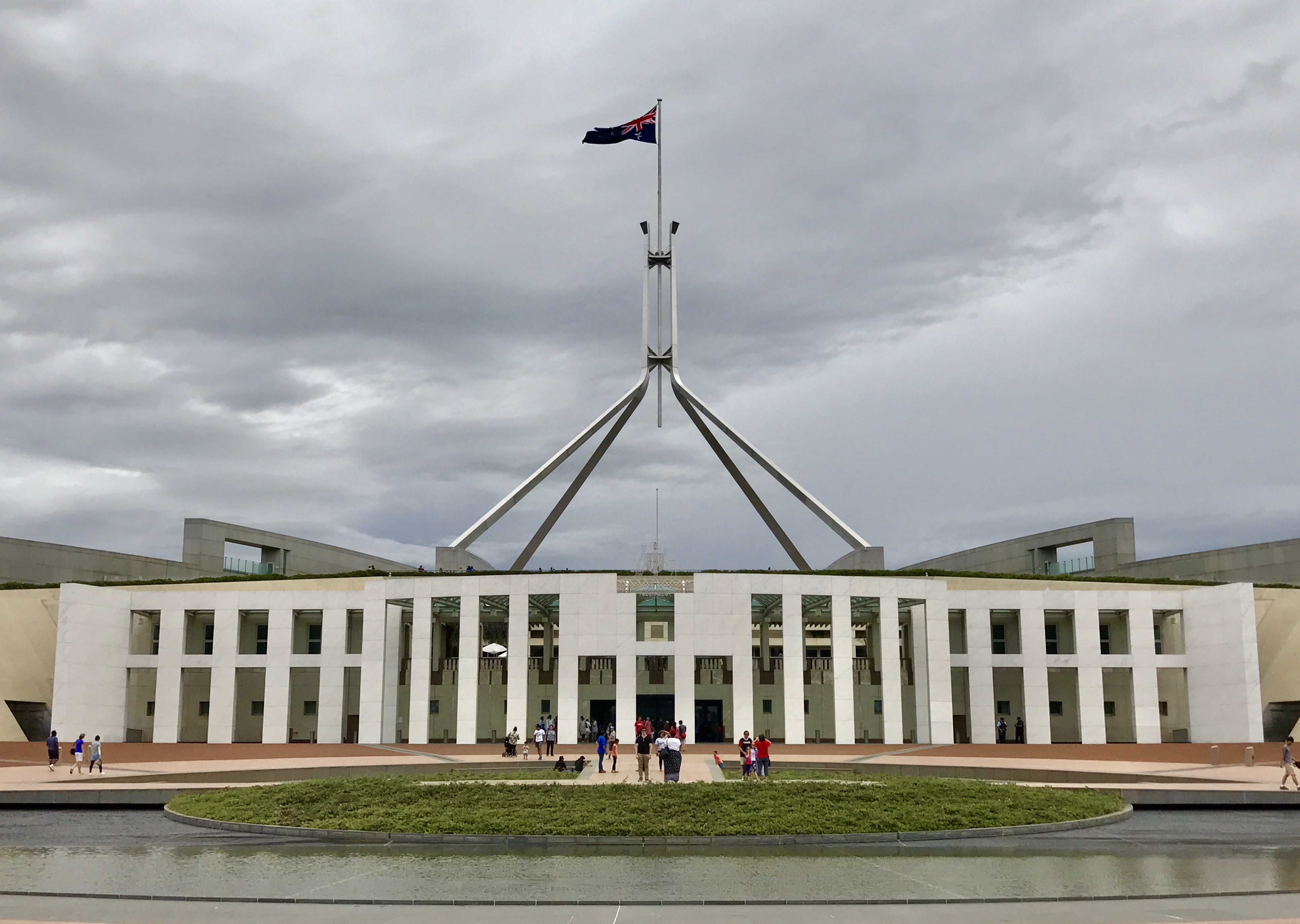
خانه پارلمان استرالیا

## رأی‌دهی
در دموکراسی پارلمانی استرالیا شهروندان می‌توانند با رأی دادن، در شیوه اداره کشور مشارکت کنند.
در استرالیا کمینه سن رأی‌دهی ۱۸ سال است. برای رأی‌دهی در انتخابات فدرال، ایالتی، یا منطقه‌ای، و همه‌پرسی باید ثبت‌نام کرد. رأی‌دهی در انتخابات فدرال و ایالتی و همه‌پرسی تغییر قانون اساسی، اجباری است. این اجبار، راهی برای اطمینان از مشارکت مردم در انتخابات است. اگر کسی رأی ندهد و دلیل درخوری برای رأی ندادن خود نداشته باشد ممکن است مجبور به پرداخت جریمه شود. ایالت‌ها و قلمروهای استرالیا به حوزه‌های رأی‌دهی تقسیم شده‌اند.
کمیسیون انتخابات استرالیا سازمان دولتی همسودی است که مسئولیت برگزاری انتخابات و همه‌پرسی و نگهداری از فهرست رأی‌دهندگان همسود را بر عهده دارد. کمیسیون انتخاباتی استرالیا نهادی مستقل است و احزاب سیاسی نمی‌توانند بر آن تاثیر بگذارند.
در استرالیا رأی‌دهی به صورت مخفی است. یعنی هنگام نوشتن نام نامزد یا حزب در تعرفه رأی، کسی نمی‌تواند برگه را ببیند.
در میان گذاشتن مسائل دولتی با نمایندگان مجلس نیز راه دیگری برای بیان مسائل در دولت است. از این راه، مردم می‌توانند دیدگاه خود را درباره قانون و سیاست‌گذاری‌های دولت بیان کنند. اگر شهروندی مسئله‌ای را با نماینده خود در نظر بگیرد آن نماینده باید آن موضوع را در نظر داشته باشد.

## قانون اساسی استرالیا
لایحه قانون اساسی همسود استرالیا ۱۹۰۰ (قانون اساسی استرالیا) یک سند قانونی است که قوانین پایه‌ای دولت استرالیا را تعیین می‌کند. قانون اساسی اساسی استرالیا مجلس استرالیا شامل مجلس نمایندگان استرالیا، مجلس سنای استرالیا، و دادگاه عالی استرالیا را پایه گذاشت. این سند در اصل به صورت یک لایحه در سال ۱۹۰۰ (میلادی) در مجلس بریتانیا به تصویب رسید و با اجرایی شدن آن در ۱ ژانویه ۱۹۰۱ استرالیا به یک کشور مستقل تبدیل شد.

## همه‌پرسی
مردم استرالیا با شرکت در همه‌پرسی می‌توانند رأی به تغییر قانون اساسی بدهند. نمونه آن همه‌پرسی ۱۹۶۷ است که بیش از ٪۹۰ مردم به احتساب جمعیت بومیان جزیره استرالیا در سرشماری‌ها دادند. این همه‌پرسی همچنین به تغییر یکای اندازه‌گیری از بریتانیایی به بین‌المللی انجامید.
برای تغییر قانونی اساسی در همه‌پرسی به اکثریت مضاعف نیاز است. یعنی بیش از نیمی از جمعیت کل کشور و بیش از نیمی از جمعیت هر ایالت باید به آن رأی مثبت بدهند.

## قوه‌های حکومت
قانون اساسی استرالیا قدرت را به سه قوه مقننه (مجلس) مجریه (نخست‌وزیر و کابینه) و قضاییه (قضات) تقسیم می‌کند تا از تمرکز قدرت در دستان یک گروه یا شخص جلوگیری کند. حیطه قدرت و وظیفه این سه قوه در قانون اساسی استرالیا مشخص شده است.

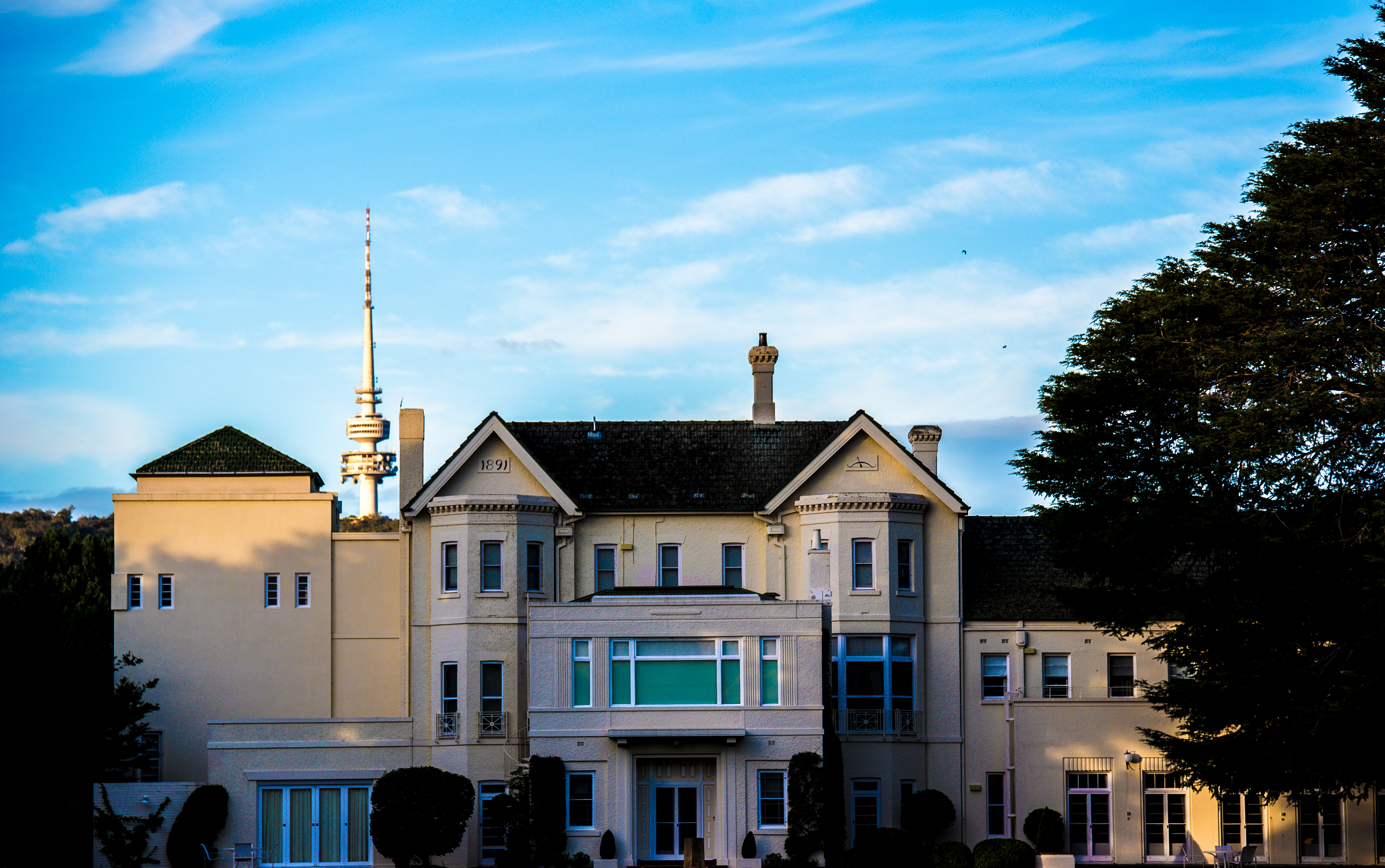
خانه دولت استرالیا

### قوه مقننه
قوه مقننه قدرت قانون‌گذاری یا تغییر قانون را دارد. قوه مقننه از نمایندگانی تشکیل شده که توسط مردم برگزیده می‌شوند.

### قوه مجریه
قوه مجریه قوانین مصوب را اجرا می‌کند. اعضای این قوه، نخست‌وزیر استرالیا، وزرا، و فرماندار کل استرالیا هستند. وزیران دولت، مسئول اداره وزارتخانه‌ها هستند.

### قوه قضاییه
قضات، قدرت تفسیر و اِعمال قانون را دارند. دادگاه‌ها و قضات از دولت و مجلس، مستقل هستند.

## رهبران استرالیا

### فهرست رهبران استرالیا
- رئیس کشور استرالیا: پادشاه استرالیا
- فرماندار کل استرالیا: نماینده رئیس کشور استرالیا در دولت استرالیا
- فرماندار: نماینده رئیس کشور استرالیا در ایالت‌های استرالیا
- مدیر اجرایی: نماینده رئیس کشور استرالیا در قلمرو شمالی
- نخست‌وزیر استرالیا: رهبر دولت استرالیا
- صدر اعظم: رهبر دولت ایالتی
- وزیر ارشد: رهبر دولت قلمرویی
- وزیر دولت: نماینده مجلس استرالیا که توسط یکی از رهبران دولت برگزیده شده و مسئولیت بخشی از کابینه دولت را بر عهده دارد.
- نماینده مجلس: نماینده‌ای که از سوی مردم برای عضویت در مجلس استرالیا یا مجلس ایالتی برگزیده می‌شود.
- سناتور: عضو مجلس سنای استرالیا
- شهردار یا رئیس بخش: رهبر دولت محلی
- عضو شورای شهر: عضو برگزیده از سوی مردم در شورای شهر

### رئیس کشور
پادشاه استرالیا رئیس کشور استرالیا است. هم اکنون چارلز سوم
 این جایگاه را در اختیار دارد.
رئیس کشور استرالیا نقشی در امور روزانه کشور ندارد و به جای خود، فرماندار استرالیا را به پیشنهاد نخست‌وزیر استرالیا به عنوان نماینده خود در استرالیا منصوب می‌کند. فرماندار کل استرالیا مستقل از احزاب سیاسی عمل می‌کند.

### فرماندار کل استرالیا
فرماندار کل استرالیا بخشی از دولت استرالیا نیست و باید بی‌طرف باشد. وظایف وی:
- امضای قوانین مصوب مجلس استرالیا (که "تنفیذ سلطنتی" نامیده می‌شود)
- انجام وظایف تشریفاتی
- تایید انتصاب دولت استرالیا و گماشتن وزا، قضات فدرال، و دیگر مقامات رسمی
- آغاز روند انتخابات فدرال
- فرماندهی کل قوا در نیروی دفاع استرالیا

فرماندار کل استرالیا قدرت‌های ویژه‌ای نیز دارد که "قدرت‌های محفوظ" نامیده شده و تنها در شرایط ویژه استفاده می‌شوند.
در هر ایالت استرالیا یک فرماندار وجود دارد که رئیس کشور را در آن ایالت نمایندگی می‌کنند.

## دولت استرالیا
دولت استرالیا "دولت فدرال همسود استرالیا" نیز نامیده می‌شود و اعضای آن از میان اعضای مجلس استرالیا برگزیده می‌شوند. مجلس استرالیا مجلس نمایندگان استرالیا و مجلس سنای استرالیا را در بر می‌گیرد. مجلس نمایندگان استرالیا "مجلس سفلی" یا "خانه مردم" نیز نامیده می‌شود.
در هنگام انتخابات، مردم استرالیا نمایندگان هر دو مجلس را همزمان انتخاب می‌کنند.

## مجلس
مجلس استرالیا قدرت تصویب یا تغییر قانون برای تامین منافع مردم استرالیا را دارد.

### مجلس نمایندگان
شمار نمایندگان در مجلس نمایندگان استرالیا به جمعیت هر ایالت یا قلمرو بستگی دارد. هم‌اکنون ۱۵۰ نماینده در مجلس نمایندگان استرالیا حضور دارند.
اعضای مجلس نمایندگان و مجلس سنا بر سر تصویب قوانین تازه یا تغییر قوانین پیشین با یکدیگر گفتگو می‌کنند. نقش مجلس نمایندگان، ملاحظه، گفتگو، و رأی به طرح‌های پیشنهادی برای قوانین تازه یا تغییر قوانین پیشین و بحث درباره موضوعات مهم ملی است.

### مجلس سنا
مجلس سنای استرالیا "مجلس علیا" یا "مجلس بازبینی" یا "مجلس ایالت‌ها" نیز نامیده می‌شود. در این مجلس، شمار نمایندگان همه ایالت‌ها با هم و قلمروها با هم برابر است. هر ایالت ۱۲ نماینده و هر قلمرو ۲ نماینده دارد. در مجموع ۷۲ نفر عضو مجلس سنا هستند.

### مراحل تصویب قانون
1. اگر یکی از نمایندگان مجلس پیشنهاد تغییر یا تصویب قانونی را بدهد به آن "لایحه" می‌گویند.
2. اعضای مجلس نمایندگان و سنا درباره قانون گفتگو کرده و به آن رأی می‌دهند.
3. اگر بیشتر اعضای هر دو مجلس به آن لایحه رأی بدهند به فرماندار کل استرالیا فرستاده می‌شود.
4. با امضای فرماندار کل استرالیا (که "تنفیذ سلطنتی" نامیده می‌شود) این لایحه به قانون تبدیل می‌شود.

مجلس ایالت‌ها و قلمروها نیز از چنین رویه‌ای پیروی می‌کنند.

## دولت ایالتی و قلمرویی
در استرالیا ۶ ایالت و ۳ قلمرو وجود دارند. هر ایالت، مجلس و قانون اساسی خود را دارد. ستاد دولت ایالتی یا قلمرویی در پایتخت آن ایالت یا قلمرو مستقر است. رهبر دولت ایالتی "صدر اعظم" و رهبر دولت قلمرویی "وزیر ارشد" نامیده می‌شود.
شیوه عملکرد دولت‌های ایالتی مانند دولت فدرال است. در هر ایالت، یک فرماندار، رئیس کشور را نمایندگی می‌کند. در قلمرو شمالی، یک مدیر اجرایی از سوی فرماندار کل استرالیا به عنوان نماینده کشور گماشته می‌شود. نقش و مسئولیت مدیر اجرایی همانند فرماندار در هر ایالت است.
ایالت‌ها حقوق به رسمیت شناخته شده‌ای در قانون اساسی استرالیا دارند که قلمروها از آن محرومند. ایالت‌ها می‌توانند بر پایه حقوق خود قوانینی را برای خودشان به تصویب برسانند. درحالیکه دولت فدرال استرالیا می‌تواند هر وقت که بخواهد قوانین مصوب قلمروهای خودگردان را تغییر دهد یا لغو کند.
در انتخابات‌های ایالتی و قلمرویی، شهروندان استرالیا به نمایندگان خود در آن منطقه رأی می‌دهند.

## دولت محلی
ایالت‌ها و قلمرو شمالی به دولت‌های محلی تقسیم می‌شوند که به آنها "شهر"، "بخش"، "شهرستان"، یا "شهرداری" می‌گویند. هر منطقه شورای محلی خود را دارد. شوراها مسئول برنامه‌ریزی و ارائه خدمات به جامعه محلی خود هستند. شهروندان هر ناحیه در دولت محلی به اعضای شورای شهر خود رأی می‌دهند.

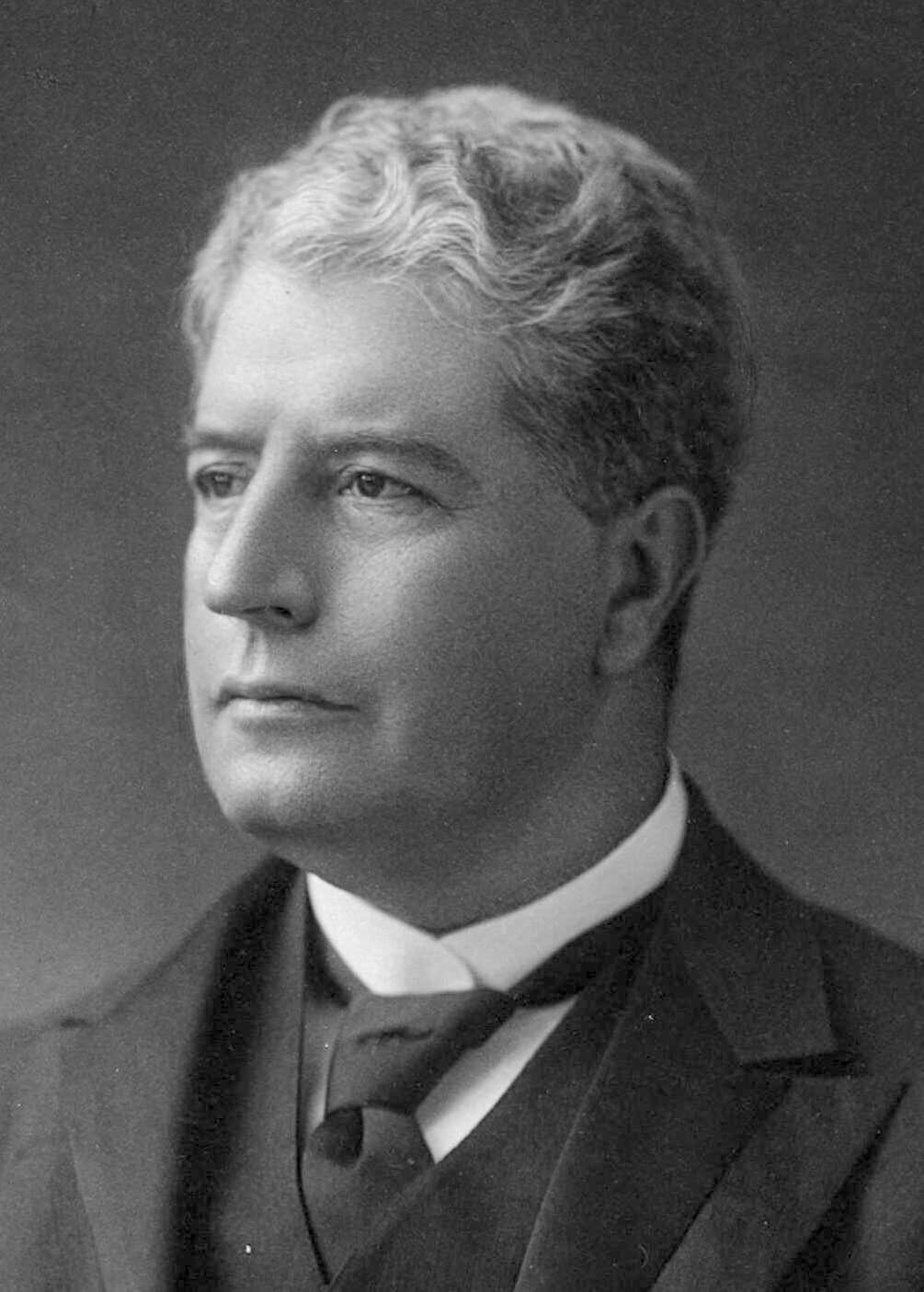
ادموند بارتون نخستین نخست‌وزیر استرالیا

## وظایف دولت‌ها

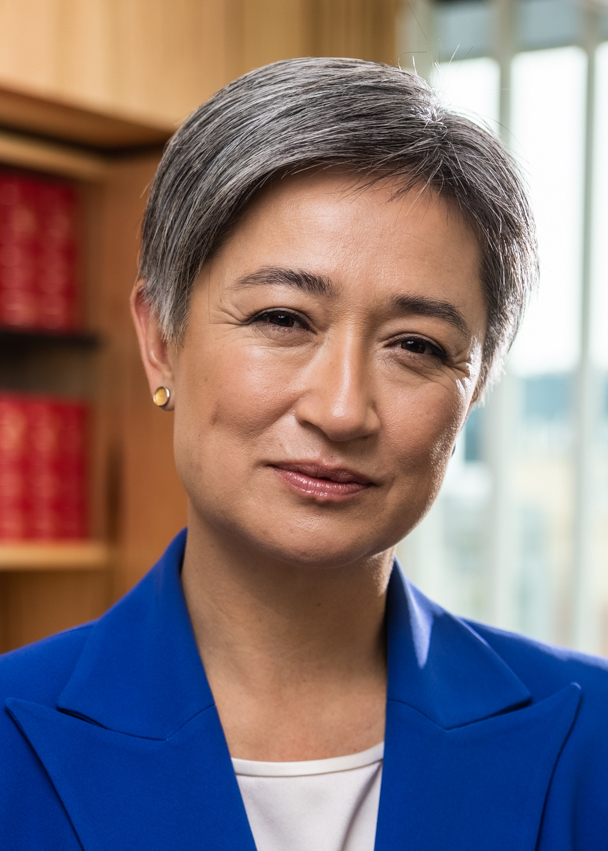
پنی وانگ سیاستمدار مالزی و وزیر امورخارجه استرالیا

اگرچه در برخی موارد مسئولیت‌های سه سطح دولت با یکدیگر همپوشانی پیدا می‌کند اما هر یک از آنها مسئول ارائه خدمات متفاوتی هستند.

### دولت فدرال
- مالیات
- مدیریت اقتصاد ملی
- مهاجرت و تابعیت
- کمک به اشتغال
- خدمات پستی و شبکه‌های ارتباطی
- رفاه اجتماعی (بازنشستگی و پشتیبانی از خانواده)
- امور دفاعی
- بازرگانی و تجارت
- فرودگاه‌ها و ایمنی هوایی
- سیاست خارجی (ارتباط با دیگر کشورها)

### دولت ایالتی
- بیمارستان‌ها و مراقبت سلامت
- مدارس
- راه و راه آهن
- جنگلبانی
- پلیس و خدمات آمبولانس
- ترابری عمومی

### دولت محلی
- علائم خیابان‌ها و کنترل ترافیک
- جاده‌ها، پیاده‌روها، پل‌ها
- آبراه‌ها
- پارک‌ها، زمین‌های بازی، استخرهای شنا، زمین‌های ورزشی
- زمین‌های کمپینگ (اردوگاه) و پارک‌های مخصوص کاروان‌ها
- بازرسی خوراک و گوشت
- کنترل آلودگی صوتی و حیوانات
- جمع‌آوری زباله
- کتابخانه‌های محلی، تالارها، و مراکز اجتماعی
- مسائل خاص مربوط به مراقبت از کودکان و سالمندان

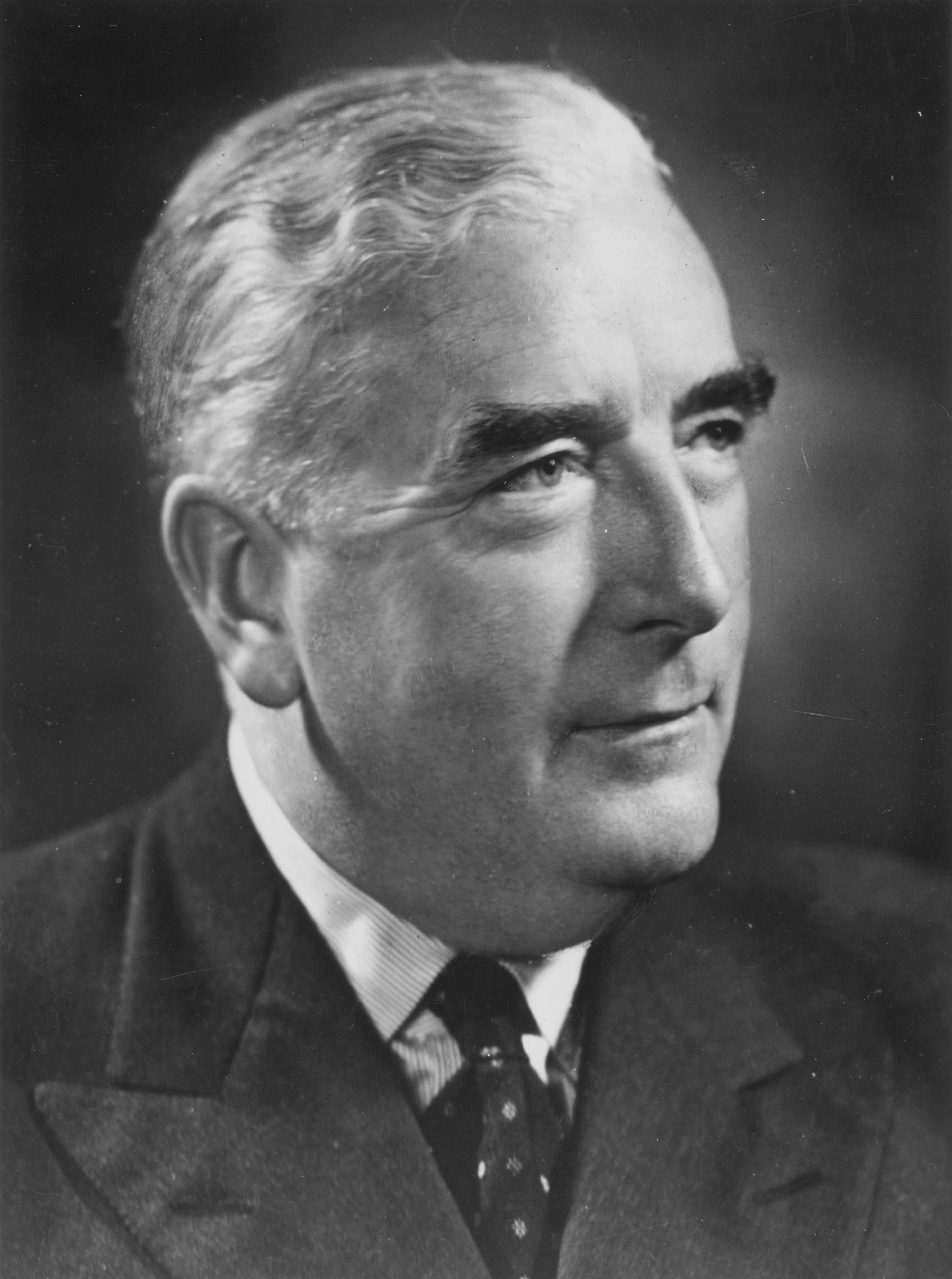
رابرت منزیس رکورد بیشترین دوره نخست‌وزیری استرالیا (یک دوره ۳ ساله و یک دوره ۱۷ ساله) را دارد.

- مجوز ساختمان‌سازی
- برنامه‌ریزی اجتماعی
- مسائل محیط زیستی محلی

## احزاب سیاسی
احزاب سیاسی اصلی در استرالیا حزب لیبرال استرالیا، حزب کارگر استرالیا، حزب ناسیونال استرالیا، و حزب سبز استرالیا هستند. بسیاری از اعضای مجلس، عضو یکی از احزاب سیاسی هستند. آنهایی که به هیچ حزبی وابستگی ندارند را "مستقل" می‌نامند.

## شکل‌گیری دولت
پس از برگزاری انتخابات، حزبی که بیشترین شمار نمایندگان را در مجلس نمایندگان استرالیا بدست آورده دولت را تشکیل می‌دهد. رهبر این حزب به نخست‌وزیری می‌رسد و دولت را تشکیل می‌دهد. در صورتی که این حزب به اکثریت نرسیده باشد با دیگر احزاب ائتلاف می‌کند.
حزب یا ائتلاف حزبی که از نظر شمار نمایندگان در مجلس نمایندگان در رتبه دوم قرار می‌گیرد اپوزیسیون را تشکیل می‌دهد و رهبر آن حزب، رهبر اپوزیسیون نامیده می‌شود.
نخست‌وزیر اعضای مجلس نمایندگان یا سنا را برای پست وزارت پیشنهاد می‌کند و فرماندار کل، گماشتن نخست‌وزیر و وزرا را تایید می‌کند.
هر یک از وزرای دولت مسئول اداره بخشی از دولت مانند اشتغال، امور بومیان جزیره استرالیا، یا خزانه‌داری هستند که به آن پورتفولیو (portfolio) می‌گویند. وزرایی که مهمترین پورتفولیوها را برعهده دارند کابینه را تشکیل می‌دهند که بخشی کلیدی در تصمیم‌گیری دولتی است.

## اجرای قانون
در استرالیا آشنایی با قانون، الزامی است. حتی اگر شخص نداند که کاری که انجام داده نقض قانون است باز هم گناهکار شناخته می‌شود.

### دادگاه‌ها
در استرالیا دادگاه‌ها مستقل هستند. تصمیم بر گناهکار یا بی‌گناهی یک شخص برعهده دادگاه است. دادگاه‌ها تنها می‌توانند بر پایه شواهد ارائه شده تصمیم بگیرند.

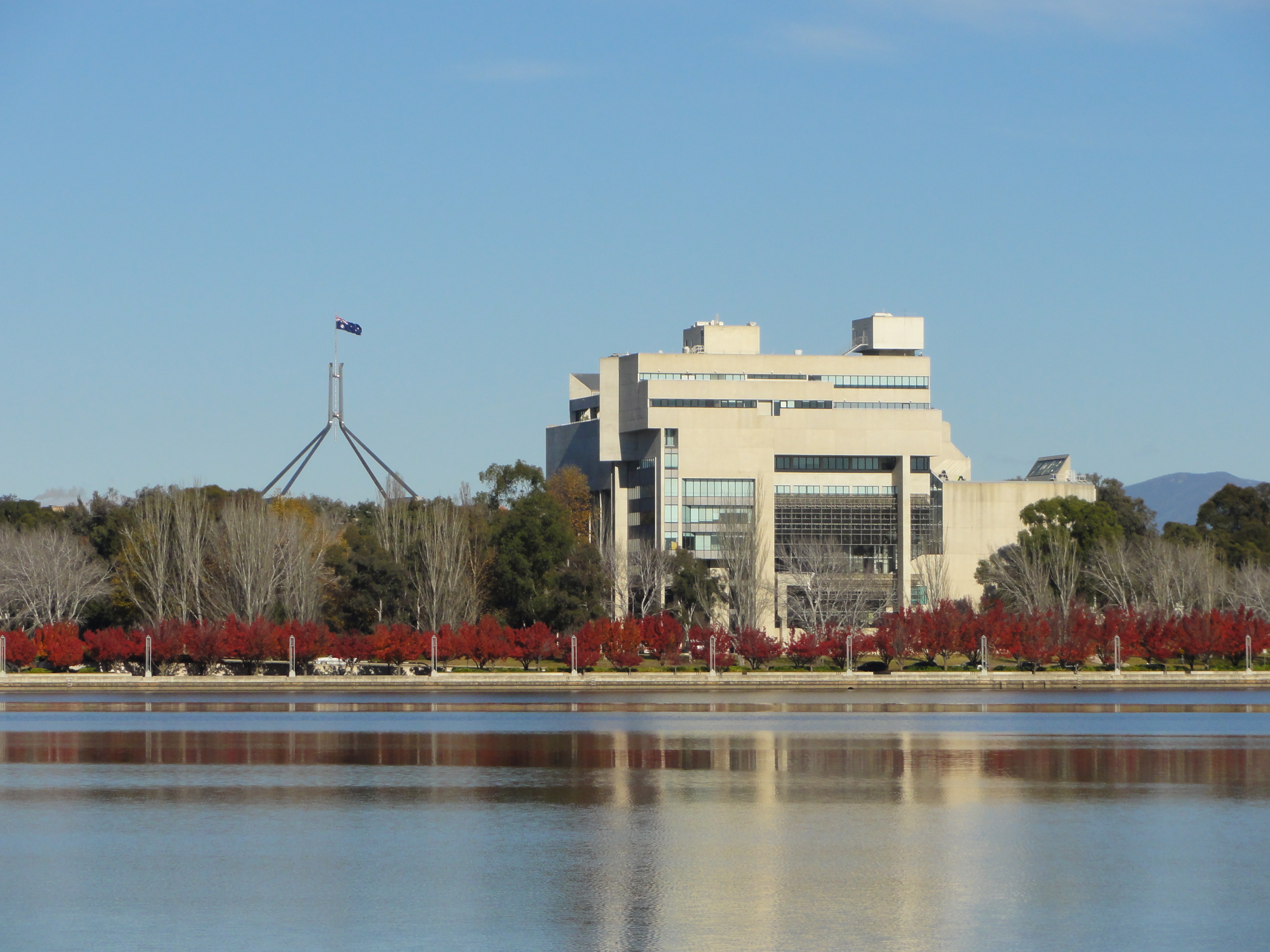
دادگاه عالی استرالیا. خانه پارلمان استرالیا در پشت و دریاچه برلی گریفین در جلوی دادگاه دیده می‌شوند.

### قضات و دادرس‌ها
قاضی یا دادرس، بالاترین جایگاه را در دادگاه دارد. آنها مستقل هستند و هیچکس نمی‌تواند نمی‌تواند بر تصمیم آنها اثر بگذارد.
قضات و دادرس‌ها را دولت تعیین می‌کند. اما دولت نمی‌تواند آنها را اخراج کند حتی اگر تصمیم‌های آنها مخالف دولت باشد.

### هیئت منصفه
در نظام قضایی استرالیا همه مردم، بی‌گناه انگاشته می‌شوند مگر آنکه گناهکاری آنان در دادگاه ثابت شود. هر کسی حق دارد که در دادگاه، وکیل داشته باشد.
دادگاه برای تصمیم‌گیری درباره گناهکاری یک شخص از هیئت منصفه کمک می‌گیرد. نقش هیئت منصفه این است که تصمیم می‌گیرد آیا شخص بی‌گناه یا گناهکار است. هیئت منصفه، گروهی از مردم عادی هستند که به طور تصادفی از میان مردم گزینش می‌شوند. قاضی قانون را برای هیئت منصفه توضیح می‌دهد. اگر در یک دادگاه جنایی، هیئت منصفه شخصی را گناهکار بداند قاضی درباره تنبیه تصمیم می‌گیرد.

## پلیس
وظیفه پلیس برقراری و حفظ نظم و آرامش در جامعه است. کار آنها محافظت از جان و مال مردم است. پلیس، مستقل از دولت کار می‌کند. اگر پلیس تشخیص دهد که کسی قانون را زیر پا گذاشته می‌تواند او را دستگیر کرده و به دادگاه بفرستد. پلیس باید شواهد را به دادگاه ارائه کند. اما دادگاه درباره گناهکاری یا بی‌گناهی شخص تصمیم می‌گیرد.
ایالت‌ها و قلمرو شمالی نیروی پلیس خود را دارند. آنها بر پایه قوانین ایالتی و قلمرویی خود با جرائم برخورد می‌کنند.
استرالیا همچنین نیروی پلیس ملی دارد که به نام "پلیس فدرال استرالیا" شناخته می‌شود. پلیس فدرال استرالیا درباره جرائم نقض کننده قوانین فدرال مانند قاچاق موادمخدر، امنیت ملی، و محیط زیست تحقیق می‌کند. پلیس فدرال استرالیا مسئول انجام امور پلیس عادی در قلمرو پایتختی استرالیا نیز هست.
در استرالیا رشوه یا حتی پیشنهاد رشوه به پلیس، بزه سنگینی است.
برخی بزه‌های سنگین در استرالیا قتل، تعرض، تعرض جنسی، خشونت علیه مردم یا حیوانات، تخریب اموال، سرقت مسلحانه یا دزدی، آمیزش جنسی با افراد زیر سن قانونی (۱۶ یا ۱۷ سال بسته به قانون هر ایالت یا قلمرو)، رانندگی خطرناک با خودرو، همراه داشتن مواد مخدر، و کلاهبرداری هستند.